# Orikalkum
Orikalkum (gr. ορείχαλκος (oreíchalkos), "bergskoppar") är en legendarisk metall som förekommer i Platons dialog Kritias om Atlantis. Före Platon omtalas orikalkum i en homerisk hymn till Afrodite.
Orikalkum kan ha varit den ädla metallen platina, med tanke på att gruvbrytning beskrivs i dialogerna. Det kan också ha varit frågan om brons eller mässing eller någon annan form av legering. År 2015 hittades metallrester i ett antikt skeppsvrak vid Gela på Sicilien. Det var frågan om en legering som bestod huvudsakligen av koppar och zink, men även av små mängder nickel, bly och järn.

## Etymologi
Namnet kommer från grekiska ὀρείχαλκος, oreikhalkos, som är en sammansättning av ὄρος, oros, berg och χαλκός, chalkos, koppar, vilket bokstavligen skulle betyda "bergskoppar".
Romarna translittererade "orichalcum" som "aurichalcum", vilket kan uppfattas som "guldkoppar". Från den romerske författaren och politikern Ciceros skrifter är det känt att vad de kallade orikalkum liknade guld till färgen, men hade ett lägre värde. I det romerska nationaleposet Aeneiden beskrivs det bröstskydd som den rutuliske kungen Turnus bar som "styv av guld och vit orikalkum".